# Międzychód (powiat śremski)

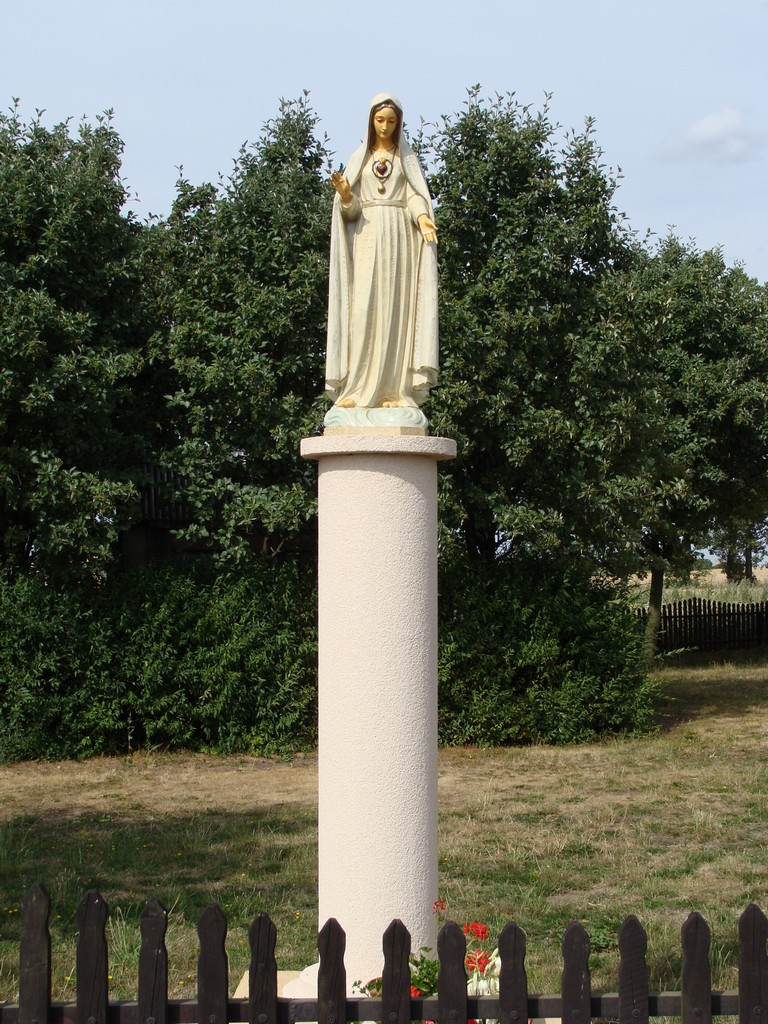
Kapliczka przydrożna

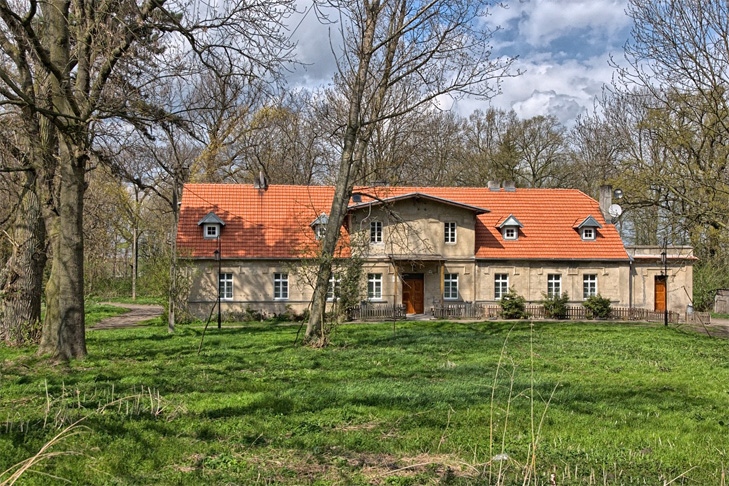
Międzychód Dwór Sczanieckiego

Międzychód – wieś w Polsce położona w województwie wielkopolskim, w powiecie śremskim, w gminie Dolsk. 
Wieś Miedzichod położona była w 1581 roku w powiecie kościańskim województwa poznańskiego. W latach 1975–1998 miejscowość należała administracyjnie do województwa poznańskiego.
Wieś położona 5 km na północny zachód od Dolska, przy drodze powiatowej nr 4070 z Kadzewa do Konarskie przez Drzonek i Wieszczyczyn, znajduje się tutaj skrzyżowanie z drogą powiatową nr 4075 do Nochówka przez Pełczyn.
Pierwsza wzmianka o wsi pod nazwą Messechod w dokumentach pochodzi z 1398, wtedy należała do własności Andrzeja z Międzychodu. W rodzinie Międzychodzkich majątek pozostał do początku XVII wieku. Kolejnymi właścicielami byli Chłapowscy, Mańkowscy, Wyganowscy, Sczanieccy oraz od 1913 Bukowieccy z Cichowa.
Zabytkami prawnie chronionymi są:
- Dwór z ok. 1840, rozbudowany o piętrowe skrzydło w 1870;
- Park krajobrazowy o powierzchni 2,8 ha z XVIII wieku, a w nim pomniki przyrody, do których należą m.in. 11 dębów szypułkowych o obwodach 300-700 cm, lipy drobnolistne, jesiony i kasztanowce.

Obiektem religijnym wsi jest kaplica NMP Niepokalanie Poczętej z 1982 projektu Aleksandra Holasa.